# John S. Horner

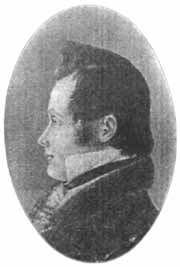
John S. Horner

John Scott Horner (* 5. Dezember 1802 in Warrenton, Fauquier County, Virginia; † 3. Februar 1883 in Ripon, Wisconsin) war ein US-amerikanischer Politiker. In den Jahren 1835 und 1836 war er  Gouverneur des Michigan-Territoriums.

## Werdegang
John Horner besuchte bis 1819 das Pennsylvania's Washington College. Nach einem anschließenden Jurastudium und seiner Zulassung als Rechtsanwalt begann er in diesem Beruf zu arbeiten. Seine Parteizugehörigkeit ist nicht überliefert. Da er aber von Präsident Andrew Jackson im Jahr 1835 in die Verwaltung des Michigan-Territoriums berufen wurde, lässt dies auf eine Mitgliedschaft in dessen Demokratischer Partei schließen. 1835 wurde Horner zunächst geschäftsführender Beamter (Secretary) und dann letzter Territorialgouverneur. Dieses Amt übte er bis 1836 aus. Dann wurde der Staat Michigan gegründet und das Territorium aufgelöst. Horner war an der Beendigung des Toledo-Krieges mit dem Staat Ohio beteiligt.
In den Jahren 1836 bis 1837 war John Horner Secretary im Wisconsin-Territorium. Anschließend fungierte er als Leiter der Katasterbehörde in Green Bay. Im Jahr 1846 zog er nach Green Lake in Wisconsin, wo er eine Farm betrieb und als Nachlassrichter amtierte. 1849 gehörte er zu den Gründern der Stadt Ripon, in der er sich niederließ. Von dort aus kontrollierte er verschiedene Unternehmen, an denen er nun beteiligt war. In dieser Stadt ist er am 3. Februar 1883 auch verstorben.